# Danne-et-Quatre-Vents
Danne-et-Quatre-Vents è un comune francese di 624 abitanti situato nel dipartimento della Mosella nella regione del Grand Est.

## Società

### Evoluzione demografica
Abitanti censiti